# Нутоден
Нуто̀ден (на норвежки: Notodden) е град и община в южна Норвегия. Разположен е около река Тинелв във фюлке Телемарк. Той е главен административен център на едноименната община Нутоден. На около 40 km южно от Нутоден се намира административния център на фюлке Телемарк град Шиен, а столицата Осло се намира на около 80 km на североизток от Нутоден. Има летище и жп гара. Норвежката енергийна компания Ношк Хюдру е основана в Нутоден през 1905 г. Известен е и със своя музикален фестивал за блус музика Нутоден блус фестивал. Населението на града е около 8000, а на общината около 12 260 жители към 1 юли 2008 г.

## Спорт
Представителният футболен отбор на града носи името ФК Нутоден. Играл е във второто и третото ниво на норвежкия футбол.

## Побратимени градове
- Нюшьопинг, Швеция